# Centre Cultural i Museu de Huanaki
El Centre Cultural i Museu de Huanaki va ser un museu nacional i centre cultural situat a Alofi, capital de l'illa de Niue. Les seves instal·lacions van quedar destruïeds l'any 2004 a causa del pas del cicló Heta.

## Fons
El 1983 el govern de Niue va tirar endavant el Niue Arts & History Project, que tenia com a objectiu reviure i fomentar l'orgull pels costums i l'artesania tradicionals. El projecte preveia la creació d'un centre cultural i museu, i el 1985 es va signar el Projecte de Centre Cultural Nacional.
El museu es va obrir el 1987. Era el primer museu que s'obria a Niue amb la vocació de Nacional. El va innaugurar Sir Paul Reeves, que llavors era el governador general de Nova Zelanda. Formava part del Departament d'Afers Comunitaris i Cultura. La seva inauguració oficial es va celebrar el 19 d'octubre de 1989. El centre estava format per un museu, una biblioteca i una sala de lectura; també hi havia un amfiteatre a l'aire lliure per a espectacles, tallers per a artesans, botigues llogades a empreses privades i un jardí botànic. El museu l'administrava l'Oficial d'Afers Culturals, que va comptar amb el suport d'un jardiner, un netejador i dos treballadors amb experiència en el camp de la cultura niueana. S'hi organitzava també una programació amb exhibicions, així com tallers d'artesania cultural per a joves.
A mitjans de la dècada de 1990, el centre i el museu es van fer partícips del Projecte Arqueològic de Niue, dirigit per Richard Walter de la Universitat d'Otago, i Atholl Anderson de la Universitat Nacional d'Austràlia. El 2003 l'organització va rebre una subvenció de 20.000 dòlars del Fons del Patrimoni Mundial per tal de crear una llista provisional del Patrimoni Mundial per al país.

## El cicló Heta
L'edifici del museu va ser destruït l'any 2004 pel cicló Heta. Entre el 90 i el 95% de la col·lecció del museu va quedar destruïda. L'àrea que envoltava les instal·lacions del museu encara estava en ruïnes el 2018. Un altre dany causat pel cicló van ser la desforestació, en particular la del Dysoxylum forsteri, un arbre utilitzat en la construcció de canoes estabilizadores a Niue.
El 2018, es va innaugurar el Museu Tāoga que substituïa el vell centre cultural i museu destruïts. La directora del nou museu va ser Moira Enetama.